# Andrés Imperiale
Andrés Roberto Imperiale (Rosario, 8 luglio 1986) è un ex calciatore argentino, di ruolo difensore.